# Dupuy de Lôme (Schiff, 1892)
Die Dupuy de Lôme war der erste französische Panzerkreuzer. Der nach dem Schiffbauingenieur Stanislas Charles Dupuy de Lôme benannte Kreuzer war von 1892 bis 1910 im Dienst der französischen Flotte. Ein geplanter Einsatz als Schulschiff der peruanischen Marine kam nicht zustande. Nach dem Ersten Weltkrieg zum Frachter umgebaut, erlitt die ehemalige Dupuy de Lôme unter belgischer Flagge schon auf der ersten Fahrt einen Unfall und wurde daraufhin abgewrackt.

## Baugeschichte
Die Dupuy de Lôme lief 1890 vom Stapel, begann im Oktober 1891 ihre Erprobung und wurde am 1. April 1892 in Dienst gestellt. Sie gilt als erster echter Panzerkreuzer der Welt. Die Entwicklung geht auf Hyacinthe Aube, den damaligen Marineminister, der die Denkrichtung der Jeune École begründete, zurück. Das Schiff wurde entworfen, um die Überseekolonien Frankreichs zu sichern. Das Schiff verfügte über einen sehr ausgeprägten Rammsporn, wie er in vielen Marinen bis zur Jahrhundertwende beibehalten und erst nach Unfällen im Russisch-Japanischen Krieg endgültig aufgegeben wurde. Der experimentelle, nach unten gewölbte Bug sollte die Wellen unterlaufen, die Seeeigenschaften und die Geschwindigkeit verbessern sowie die vorderen Geschütze vor überkommendem Wasser schützen.
Die beiden 19,4-cm-L/45-Kanonen des Modells 1887 der Hauptbewaffnung wurde in zwei symmetrischen Barbetten zwischen den beiden Schornsteinen seitlich aufgestellt. An Bug und Heck waren jeweils drei Türme für sechs 16,3-cm-L/45-Kanonen aufgebaut. Als erstes französisches Dreischraubenschiff lief die Dupuy de Lôme bis zu 23 kn.

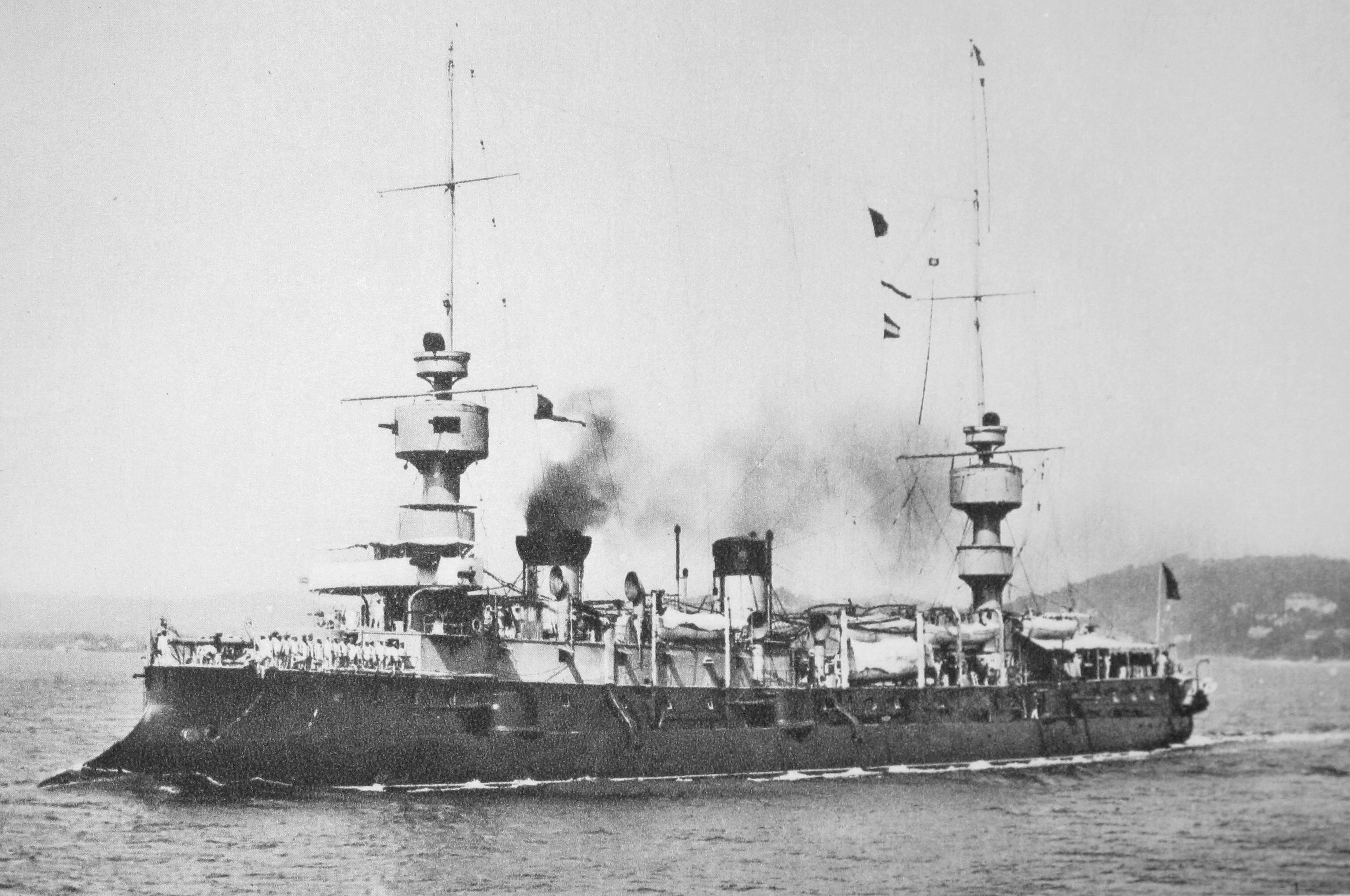
Die Bruix der Charner-Klasse

Die Dupuy de Lôme blieb ein Einzelschiff. Schon während ihrer Bauzeit wurden die vier aus ihr entwickelten kleineren Panzerkreuzer der Amiral-Charner-Klasse begonnen und von 1894 bis 1896 in Dienst genommen.
Nach dem wieder größeren Einzelschiff Pothuan folgten dann das sehr große Einzelschiff Jeanne d’Arc und die größeren Panzerkreuzer der Gueydon-Klasse und die fast gleichzeitig gebauten Schiffe der Gloire-Klasse sowie die Kreuzer 1. Klasse vom Typ Dupleix.

## Einsatzgeschichte
Die Dupuy de Lôme nahm am 20. Juni 1895 an der Eröffnung des Kaiser-Wilhelm-Kanals zusammen mit dem Panzerschiff Hoche und dem geschützten Kreuzer 2. Klasse Surcouf als Vertreter Frankreichs teil. 1897 verlegte der Kreuzer nochmals in die Ostsee, um den Panzerkreuzer Bruix nach einer Havarie in der zeitweilig bestehenden französischen Ostseedivision zu ersetzen. Ab 1898 gehörte die Dupuy de Lôme zur französischen „Escadre du Nord“ am Kanal. Im Mai 1902 kehrte der Präsident der Republik, Émile Loubet, auf ihr ab Kronstadt von seinem Russlandbesuch nach Frankreich zurück.
Ab 1904 erfolgte eine große Überholung des Schiffes in Brest. Von September bis November 1909 erfolgte nochmals ein aktiver Einsatz des Kreuzers, der von Lorient nach Tanger verlegt wurde. Am 9. November 1909 wurde die Dupuy de Lôme der Reserve zugeteilt und am 1. Februar 1910 aus der Flottenliste gestrichen.

## Verbleib
1911 wurde die Dupuy de Lôme an Peru verkauft, wo sie als Schulschiff unter dem Namen Commandant Elias Aguirre eingesetzt werden sollte. Der nötige Umbau war abgeschlossen, allerdings wollte Peru das Schiff zeitweise nicht mehr abnehmen. 1914 war eine peruanische Mannschaft in Frankreich, um das Schiff zu überführen, was wegen des Kriegsausbruchs unterblieb. Allerdings hatte auch die französische Marine keine Aufgaben mehr für den alten Kreuzer.
1918 wurde er nach Belgien verkauft. Der Umbau in ein Frachtschiff erfolgte in Bordeaux. Durch Ausbau der seitlichen Maschinen wurde Frachtraum geschaffen. Unter dem neuen Namen Péruvier geriet sie auf der ersten Fahrt mit 4000 t Kohle von Cardiff nach Brasilien im Juni 1920 in Pernambuco in Brand. Nach Antwerpen zurückgeschleppt wurde die ehemalige Dupuy de Lôme 1923 endgültig in den Niederlanden abgebrochen.

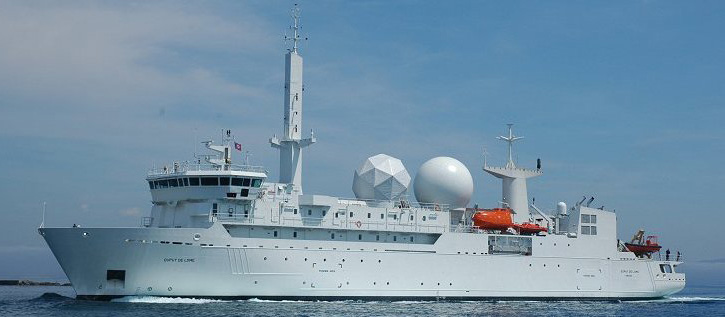
Die aktuelle Dupuy de Lôme

## Weitere Schiffe mit dem NamenDupuy de Lôme
- ein Unterseeboot der französischen Marine (1916–1935)
- ein Aufklärungsschiff (A 759) ab 2006